# Неутрален оксид
Неутрални оксиди се наричат тези оксиди, които не взаимодействат с вода, киселини и основи и не им съответстват хидроксиди и кислородсъдържащи киселини.
Примери за неутрални оксиди са:
- диазотен оксид (N2O; райски газ) и азотен оксид (NO)
- въглероден оксид (CO)
- вода (H2O)